# Jiang Shuo

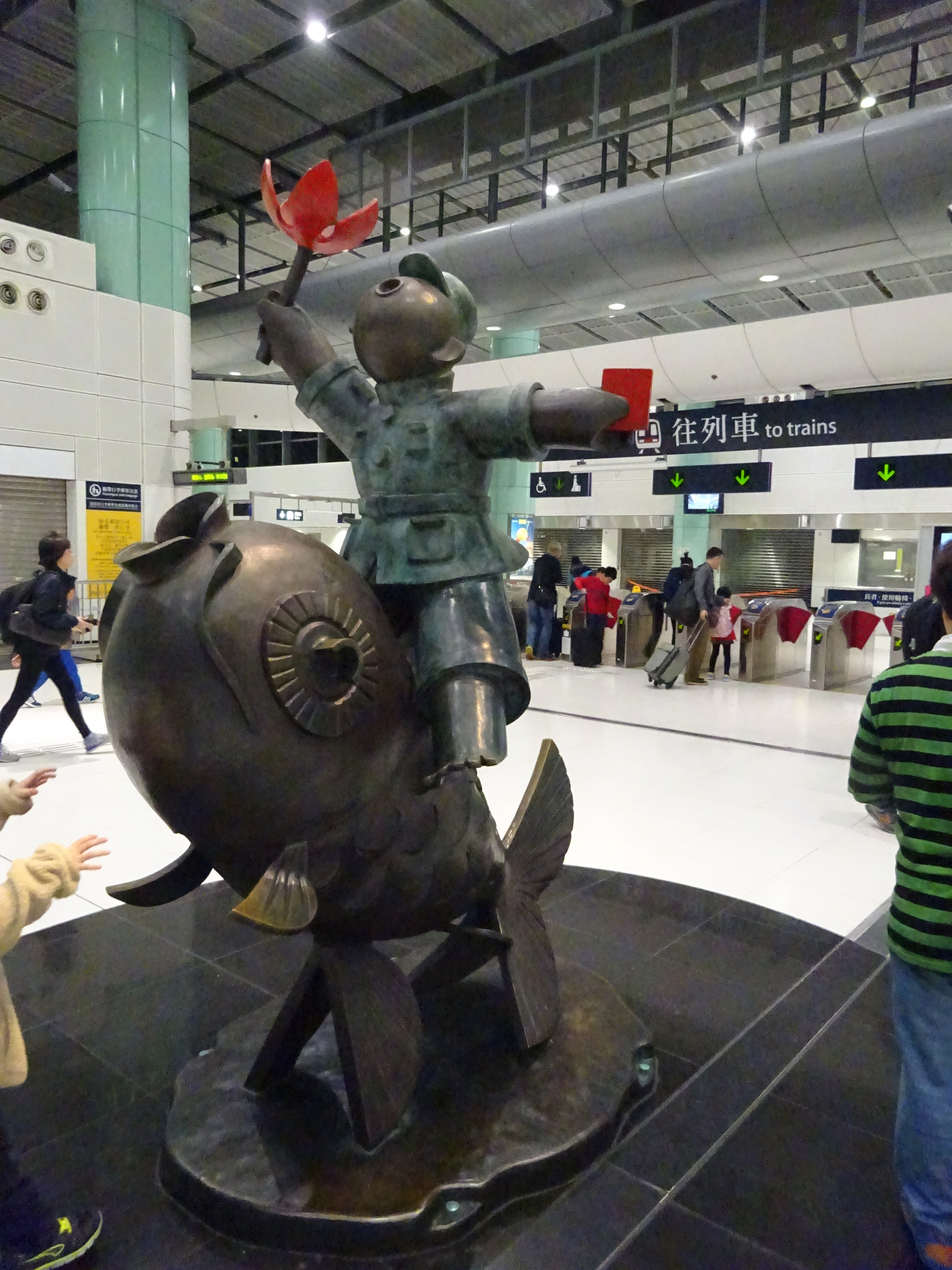
Bauhinia Rider, Departure Concourse, MTR Lok Ma Chau Station, Hongkong, 2010

Jiang Shuo (chinesisch 蔣朔, Pinyin Jiáng Shuò; * 1958 in Peking, Volksrepublik China) ist eine chinesische Bildhauerin mit österreichischer Staatsbürgerschaft, die in Kärnten, Berlin und Peking lebt.

## Leben
Jiang Shuo wurde 1958 in Peking geboren. Sie begann ihre Ausbildung 1978 an der China Central Academy of Arts and Design, heute die Kunstakademie der Tsinghua-Universität in Peking, wo sie nach vier Jahren ihren Abschluss in Bildhauerei machte. Jiang Shuo wurde an derselben Akademie Meisterschülerin von Zhen Ke und bekam als erste weibliche Bildhauerin nach der Kulturrevolution einen Akademischen Titel verliehen. Im Jahr 1986 erhielt sie an der China Central Academy of Arts and Design eine Dozentur.
Am 6. Juni 1989, zwei Tage nach dem Massaker auf dem „Platz des Himmlischen Friedens“, konnten sie, ihr Kind und ihr Mann, der Bildhauer Wu Shaoxiang, mit Hilfe der österreichischen Botschaft China verlassen. Die Familie ließ sich in Österreich nieder. 1996 errichtete Jiang Shuo ein eigenes Atelier in Kärnten, 2006 eröffnete sie ein Atelier in Peking. Im selben Jahr startete sie eine große Ausstellungstournee durch Asien. 2012 eröffnete sie ein Atelier in Berlin. Jiang Shuo ist eine der bekanntesten Bildhauerinnen Chinas. Ihr Werke befinden sich in Asien, Nordamerika und Europa in privaten Sammlungen und öffentlichen Museen, Galerien und Skulpturenparks.

## Werk
Jiang Shuos frühere Bronzearbeiten besitzen eine folkloristische Qualität. Diese erreichten in China hohe Anerkennung. Die Skulpturen weisen auf glückliche Kindheitserinnerungen hin, die sich mit Sport vergnügen, musizieren und die Umarmung ihrer Mütter genießen. Berühmt wurde Jiang mit ihrer ikonischen Red Guard-Serie, die sie im Jahr 2003 begann. Diese anonymen, mit offenem Mund dargestellten Krieger, die die Uniform der Roten Garden tragen, werden in dem alten Wachsausschmelzverfahren gegossen. Die Figuren aus dieser Phase tragen entweder eine rote Flagge oder die „Maobibel“ und spiegeln sowohl Jiang Shuos persönliche Erfahrung als junge Rotgardistin während der Kulturrevolution, als auch ihre damaligen Beobachtungen Chinas wider.
Nachdem Jiang Shuo aus erster Hand die Veränderungen in China erlebt hatte, wo die früher gehassten westlichen Werte nun auch von der politischen Elite immer bereitwilliger angenommen wurden, änderte sich ihre Kunst. Die Roten Garden, die zuvor die „bürgerlichen“ Elemente der Gesellschaft verfolgt hatten, waren nun zu erfolgreichen Geschäftsleuten und Kapitalisten geworden, die Chinas aufkeimende Wirtschaft antrieben. Jiang Shuos Figuren bekamen fortan statt der roten Flaggen und der Mao Bibeln Symbole des westlichen Lebensstils in die Hand gedrückt. Sie sangen Karaoke, tranken Coca-Cola, aßen Junkfood von McDonalds, fuhren auffällige Autos – alles in Anlehnung an den Lebensstil reicher Geschäftsleute, die ein mit kommerziellem Luxus erfülltes Leben führen. Das witzige, cartoonähnliche Aussehen dieser Red Guards bringt sie unseren gegenwärtigen Schönheitsvorstellungen, die von der Popkultur geprägt werden, näher. Das Thema ist ernst, aber die Präsentation ist unterhaltsam. Jiang Shuos Skulpturen bringen den Betrachter zum Lachen, rufen aber gleichzeitig ein komplexes Gefühl der Unruhe hervor.

## Ausgewählte Einzelausstellungen
- Versuchung, Schütz Fine Art-Chinese Department, Wien, Österreich, 2018
- Cloud Riders, Plum Blossoms Gallery, Hongkong, 2009
- Today’s Red Guards, White8 Gallery, Wien, Österreich, 2009[10][11]
- Monument of Time, Plum Blossoms Gallery, Hongkong, 2007
- Red Guards Today, Plum Blossoms Gallery, 2005
- Red Guards, Plum Blossoms Gallery, Hongkong, 2004
- Jiang Shuo, Rathaus St. Veit, Österreich, 1998
- Jiang Shuo, Europahaus, Klagenfurt, Österreich, 1993
- Jiang Shuo, Central Academy of Arts & Design, Peking, China, 1985

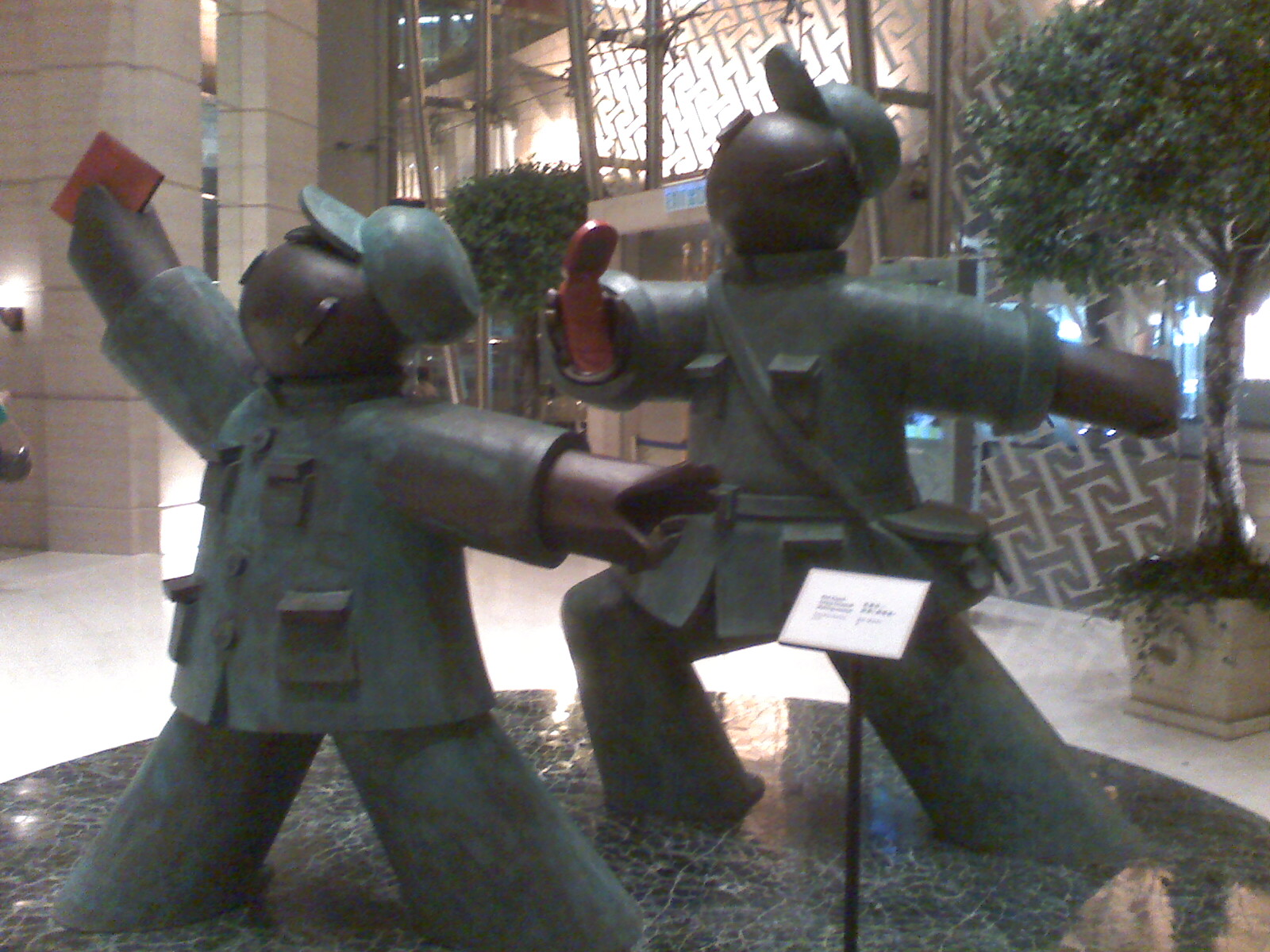
Red Guards – Going Forward! Making Money!, Langham Palace Hotel, Hong Kong

## Ausgewählte Gruppenausstellungen
- Fair for Art Vienna, Schütz Fine Art-Chinese Department, Wien, Österreich, 2018[12][13]
- Art Vienna, Leopold Museum, Schütz Fine Art-Chinese Department, Wien, Österreich, 2017
- Art Taipei, Alisan Fine Art Gallery, Taiwan, 2017
- Art Beijing, Agriculture Exhibition Hall, präsentiert von Linda Gallery, 2017
- Art Miami New York, Schütz Fine Art-Chinese Department, 2016
- Olympia Art Fair, Schütz Fine Art-Chinese Department, Olympia, London, Großbritannien, 2015
- Art & Antique Residenz Salzburg (März und August), Schütz Fine Art-Chinese Department, Salzburg, Österreich, 2015
- 20 Jahre Schütz Fine Art, Galerie Schütz, Wien, Österreich, 2015
- Art & Antique Hofburg Wien, Schütz Fine Art-Chinese Department, Wien, Österreich,2015
- Invisible Hand, gemeinsam mit Wu Shaoxiang, Linda Art Centre, 798, Peking, China, 2015[14]
- Red VS Green, gemeinsam mit Wu Shaoxiang, Werner Berger Museum, Bleiburg, Österreich, 2014[15]
- Dolls and Masks, gemeinsam mit Wu Shaoxiang, Museum of Contemporary Art, Singapur, 2014[16]
- Image and Concept, gemeinsam mit Wu Shaoxiang, Museum of Contemporary Art, Singapur, 2010[17]
- Sculpture from China, gemeinsam mit Wu Shaoxiang, Marsvinsholms Skulpturpark, Schweden, 2010
- Image and Concept, gemeinsam mit Wu Shaoxiang, Indonesia National Museum, Jakarta, Indonesien, 2008[18]

## Ausgewählte Werke

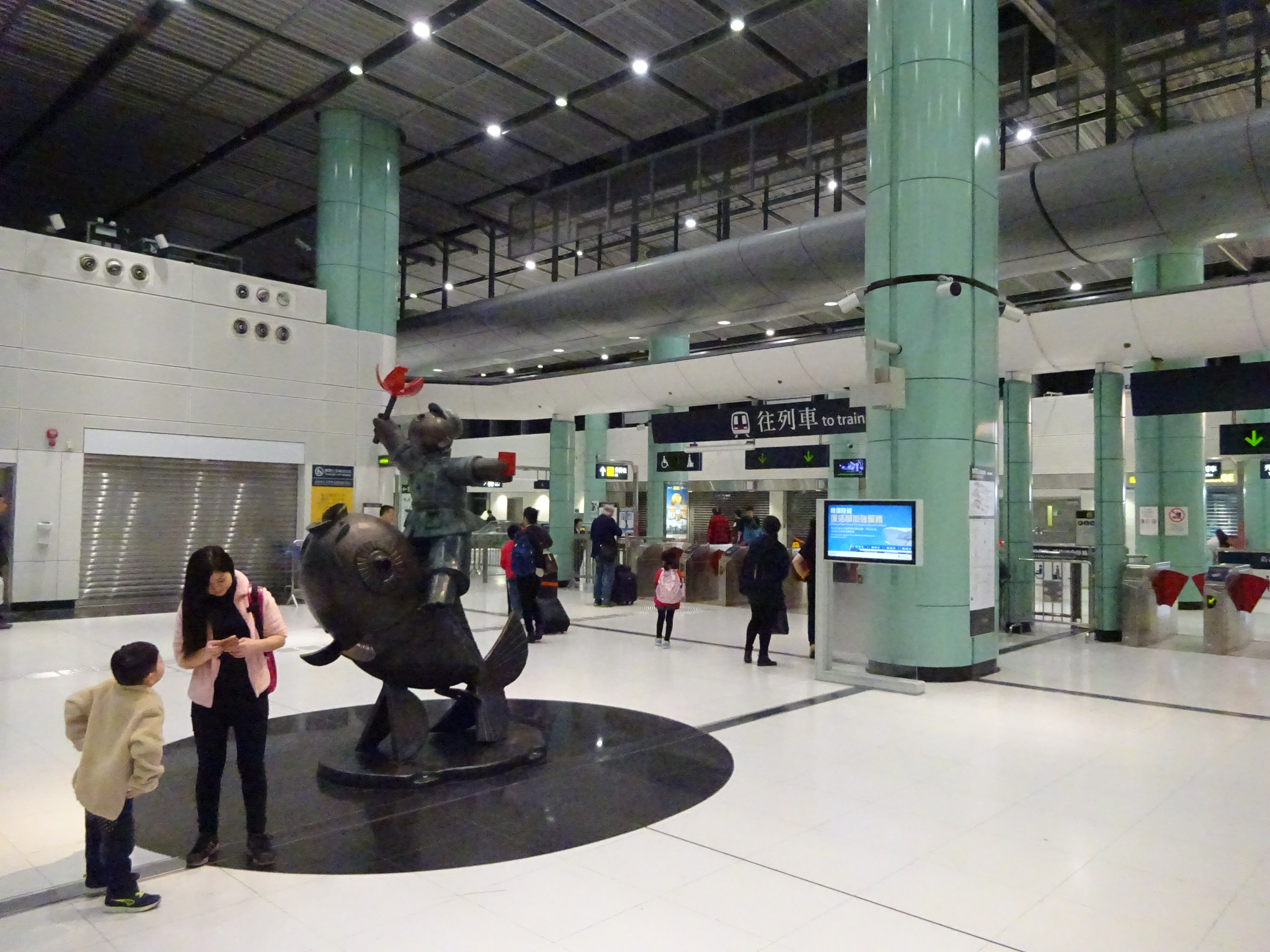
Bauhinia Rider, Departure Concourse, MTR Lok Ma Chau Station, Hongkong, 2010

- White Cat, Bronze, 48 × 30 × 21 cm, Schütz Fine Art – Chinese Department, Wien, Österreich, 2015[19]
- Lucky Cat, Bronze, 40 × 20 × 19 cm, Schütz Fine Art – Chinese Department, Wien, Österreich, 2015[20]
- Cat Meeting, 3 Bronzen, 16 × 20 × 17 cm, 16 × 18 × 18 cm, 16 × 18 × 15 cm, signiert, Edition 8, Schütz Fine Art – Chinese Department, Wien, Österreich, 2015[21]
- Great Jump, Werner Berger Museum, Bleiburg, Österreich, 2015
- Victor 2. Schütz Fine Art, Wien, Österreich, 2012
- Dancing, Copelouzos Art Museum, Athen, Griechenland, 2011
- Going for money, Bronze, 53 × 52 × 20 cm, Edition 8, Schütz Fine Art – Chinese Department, Wien, Österreich, 2011[22]
- Dancing, Bronze, 51 × 55 × 46 cm, signiert, 2/8, Schütz Fine Art – Chinese Department, Wien, Österreich, 2010[23]
- Bauhinia Rider, Departure Concourse, MTR Lok Ma Chau Station, Hongkong, 2010
- Fruit of Paradise, Kollaboration mit Wu Shaoxiang, Schütz Fine Art, Wien, Österreich, 2008
- Cat Rider, Hai Cheng Art Museum, China, 2007
- Lion Rider, Hong Kong Museum of Art, 2006
- Red Guards – Love, Red Guard – Relaxation, The Art Collection of Swiss Bank, 2006
- Red Guards – Red Ocean, Red Guard – On the Sea of Business 2, Hong Kong Museum of Art, 2005
- Red Guards – Going Forward! Making Money!, Langham Place Hotel, Hongkong
- Christ, St. Margarethen, Österreich, 2004
- Enjoyable Life, in Zusammenarbeit mit Wu Shaoxiang, County Attendant Centre, Moosburg, Österreich, 1996
- Hand (Brunnen), in Zusammenarbeit mit Wu Shaoxiang, Köck Villa, Velden, Österreich, 1992
- The Sea of Knowledge, The Central University of Finance and Economics, Peking, China, 1984